# Jack Morris (catch)
Jack Morris (né le 6 octobre 1993 à Dunfermline) est un catcheur écossais. Il travaille actuellement à la Pro Wrestling Noah.

## Carrière

### Pro Wrestling Noah (2022-...)

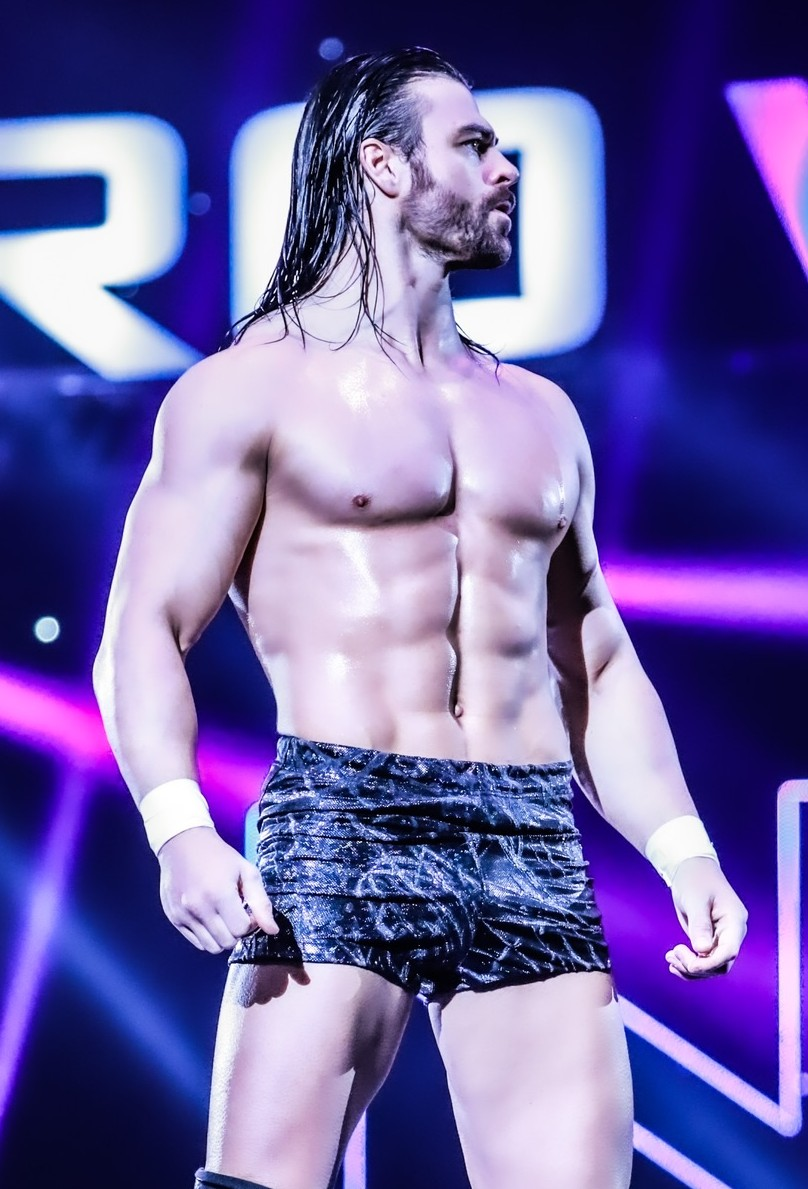
Morris en 2022

Il commence rapidement à participer à divers pay-per-view phares de la promotion. Lors de Grand Ship In Nagoya - Pro-Wrestling Love Forever 2 "Outbreak, il fait équipe avec El Hijo de Dr. Wagner Jr. et Naomichi Marufuji pour battre Daiki Inaba, Masaaki Mochizuki et Masato Tanaka dans un Six Man Tag Team Match.

#### Good Looking Guys (2023-2024)
Lors de NOAH The New Year, il est félicité par Jake Lee qui fait ses débuts à la Pro Wrestling NOAH après sa victoire contre Timothy Thatcher. Le 17 janvier, il annonce la création du clan « Good Looking Guys » aux côtés de Jake Lee et Anthony Greene. Les trois disputent leur premier match officiel en tant que groupe le 22 janvier 2023, où ils battent Masa Kitamiya, Daiki Inaba et Yoshiki Inamura dans un Six Man Tag Team Match.[réf. nécessaire]
Lors de Keiji Muto Grand Final Pro-Wrestling "Last" Love, Jake Lee, Anthony Greene et lui battent Sugiura-gun (Takashi Sugiura et Timothy Thatcher) et Satoshi Kojima. Lors de Great Voyage in Yokohama 2023, Greene et lui battent Naomichi Marufuji et El Hijo de Dr. Wagner Jr..
Lors de Grand Ship 2023 in Nagoya, Anthony Greene et lui battent Real (Timothy Thatcher et Saxon Huxley) et remportent les GHC Tag Team Championship[réf. nécessaire]. Lors de Demolition Stage 2023 In Fukuoka, il devient double champion quand il bat El Hijo de Dr. Wagner Jr. pour remporter le GHC National Championship[réf. nécessaire].
Lors de Star Navigation 2024, il perd le GHC National Championship contre Hayata[réf. nécessaire].
Lors de Destination 2024, les Good Looking Guys se séparent. Par la suite, Jake Lee rejoint les Bullet Club War Dogs, menant Morris à lui demander des explications, mais à ensuite se faire attaquer par son ancien leader[réf. nécessaire].

#### Team 2000 X (2024-...)
Le 14 octobre, le membre mystère se révèle être Yoshitatsu, les trois nommant leur clan Team 2000 X[réf. nécessaire].
Lors de The New Year 2025, Omos et lui battent Naomichi Marufuji et Takashi Sugiura et remportent les GHC Tag Team Championship[réf. nécessaire].

## Palmarès
- Discovery Wrestling
  - Disco Derby (2022)

- Insane Championship Wrestling
  - 1 fois ICW Tag Team Championship avec Dickie Divers[6]

- Pro Wrestling NOAH
  - 1 fois GHC National Championship
  - 3 fois GHC Tag Team Championship avec Anthony Greene (1), Omos (1) et Daga (1, actuel)

- Reckless Intent Wrestling
  - 1 fois Reckless Intent Heavyweight Championship
  - 1 fois Reckless Intent UK Championship
  - 1 fois Reckless Intent Tag Team Championship avec Dickie Divers (actuel)

- Scottish Wrestling Alliance
  - 1 fois SWA X Championship